# Toray Pan Pacific Open 1996 - Doppio
Il doppio del Toray Pan Pacific Open 1996 è stato un torneo di tennis facente parte del WTA Tour 1996.
Gigi Fernández e Nataša Zvereva erano le detentrici del titolo e hanno battuto in finale 7–6(7), 6–3  Mariaan de Swardt e Irina Spîrlea.

## Teste di serie
1. Gigi Fernández /  Nataša Zvereva (campionesse)
2. Nicole Arendt /  Manon Bollegraf (semifinali)
3. Brenda Schultz /  Rennae Stubbs (quarti di finale)
4. Lindsay Davenport /  Conchita Martínez (primo turno)

## Tabellone

### Legenda
| - Q = Qualificato - WC = Wild card - LL = Lucky loser | - ALT = Alternate - SE = Special Exempt - PR = Protected Ranking | - w/o = Walkover - r = Ritirato - d = Squalificato |